# Cocoa
Cocoa är Apples egen objektorienterade programmeringsmiljö som används på operativsystemet Mac OS. Det är en av de fem största API:erna som finns tillgängliga för Mac OS X.
Cocoa-baserade program skrivs i regel i programmeringsspråket Objective-C med hjälp av programmen Xcode och Interface Builder. Båda programmen finns tillgängliga på installationsskivan för Mac OS X eller så kan man ladda ner dem gratis från Apples webbplats.

## Historia
Cocoa kommer ursprungligen från den programmeringsmiljö som utvecklades av NeXT till deras operativsystem NeXTSTEP, i slutet på 1980-talet. Apple köpte upp NeXT i december 1996 och började därefter utveckla Rhapsody, vilket till slut lanserades som Mac OS X. Det går fortfarande att se kopplingen mellan Cocoa och NeXTSTEP då många klasser i Cocoa har "NS-" som prefix – till exempel NSString eller NSArray. "NS" är en förkortning för NeXTSTEP.